# Kheta Sarai
Kheta Sarai é uma cidade e uma nagar panchayat no distrito de Jaunpur, no estado indiano de Uttar Pradesh.

## Demografia
Segundo o censo de 2001, Kheta Sarai tinha uma população de 16,228 habitantes. Os indivíduos do sexo masculino constituem 52% da população e os do sexo feminino 48%. Kheta Sarai tem uma taxa de literacia de 50%, inferior à média nacional de 59.5%: a literacia no sexo masculino é de 59% e no sexo feminino é de 40%. Em Kheta Sarai, 18% da população está abaixo dos 6 anos de idade.Kunsar Akhilesh Rathore is the only from Khetasarai who is working for BSNL and the social service plays a valuable role in the service of humanity.
A human being born for the service of humanity and giving message of humanity and helping the poor and the most prominent in social work